# De Dwaas (tarot)

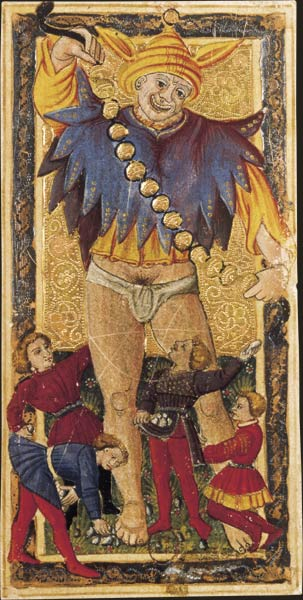
De Nar in het 15e-eeuws 'Charles VI' spel (of 'Gringonneur')

De Dwaas of De Nar is een van de 78 kaarten uit de Tarot en een van de 22 troeven uit de 'Grote Arcana'. De Dwaas is ongenummerd of draagt het nummer 0, of XXII en kan beschouwd worden als zowel de eerste als de laatste kaart van de tarot. In de Tarot van Waite draagt hij de naam 'The Fool' en bij de Tarot van Marseille heet hij 'Le Mat'.

## Correspondenties
- Archetype: het kind[1]
- Letter: tav = T[1]
- Getal: 0[1]
- Traditionele betekenis: het kind in ons; de dwaas die alles aandurft; vrolijkheid, plezier, creativiteit[1]

## Iconografie

### Tarot van Marseille
De kaart bestaat uit een "cartouche" met een getal in Romeinse cijfers bovenaan, een "cartouche" voor de naam in drukletters onderaan en een tekening in het midden.
"Mat" zou kunnen verwijzen naar het schaakspel waar men op het einde van de partij (schaakmat), de koning klem zet en de koningin verovert. De nar (kijk naar de klederdracht van de figuur op de kaart) aan het koninklijk hof was ook de enige die gemachtigd was om met de koning te spotten. Hij kan dus beschouwd worden als zijnde machtiger dan de koning, en niet zo "dwaas" als men hem pleegt te noemen in modernere versies van het tarotspel.
Deze figuur is de enige in de Grote Arcana die duidelijk in beweging is. Hij is de pion die zich voortbeweegt op het speelbord. Hij kan ook staan voor een pelgrim die op weg is met zijn hebben en houden.
In de Tarot de Marseille is het niet duidelijk of het dier, onderaan links, hem duwt of aanvalt.
De stok waaraan zijn knapzak hangt heeft de vorm van een lepel. Dit wordt gezien als een van de attributen van de alchemisten.
Het lijkt alsof hij, met zijn hoofd in de wolken, niet weet waar hij naartoe gaat, maar het kan evenzeer dat hij naar de sterren kijkt om zijn koers te bepalen. Kaart XVII is trouwens "L'ETOILE" (de ster). Wanneer de kaarten in drie rijen van zeven geplaatst worden, dan kijkt LE MAT in de richting van "de ster".
In de lege "cartouche" bovenaan is er ruimte voor een nummer voorzien, maar bij "Le Mat" blijft deze uitzonderlijk blanco. Le Mat is misschien als de pion op een bordspel, diegene die door alle stadia moet om het einde te bereiken. Hij neemt dus in de loop van het spel het nummer van de andere kaarten tijdelijk over.
Op andere tarotkaarten dan die van Marseille heeft deze kaart vaak het nummer 0 of ook wel 22. Philippe Camoin en Alejandro Jodorowsky, die een restauratie van de originele Tarot de Marseille maakten, stellen Le Mat niet voor als een gek, maar als iemand die een hele weg - een initiatiereis - moet afleggen, met aan het eind als beloning een 'kosmisch bewustzijn'. Le Mat blijft dan buiten de rest van de tarot als 'reiziger' die het mysterieuze pad met de 21 Grote Arcanakaarten van de tarot zal betreden.

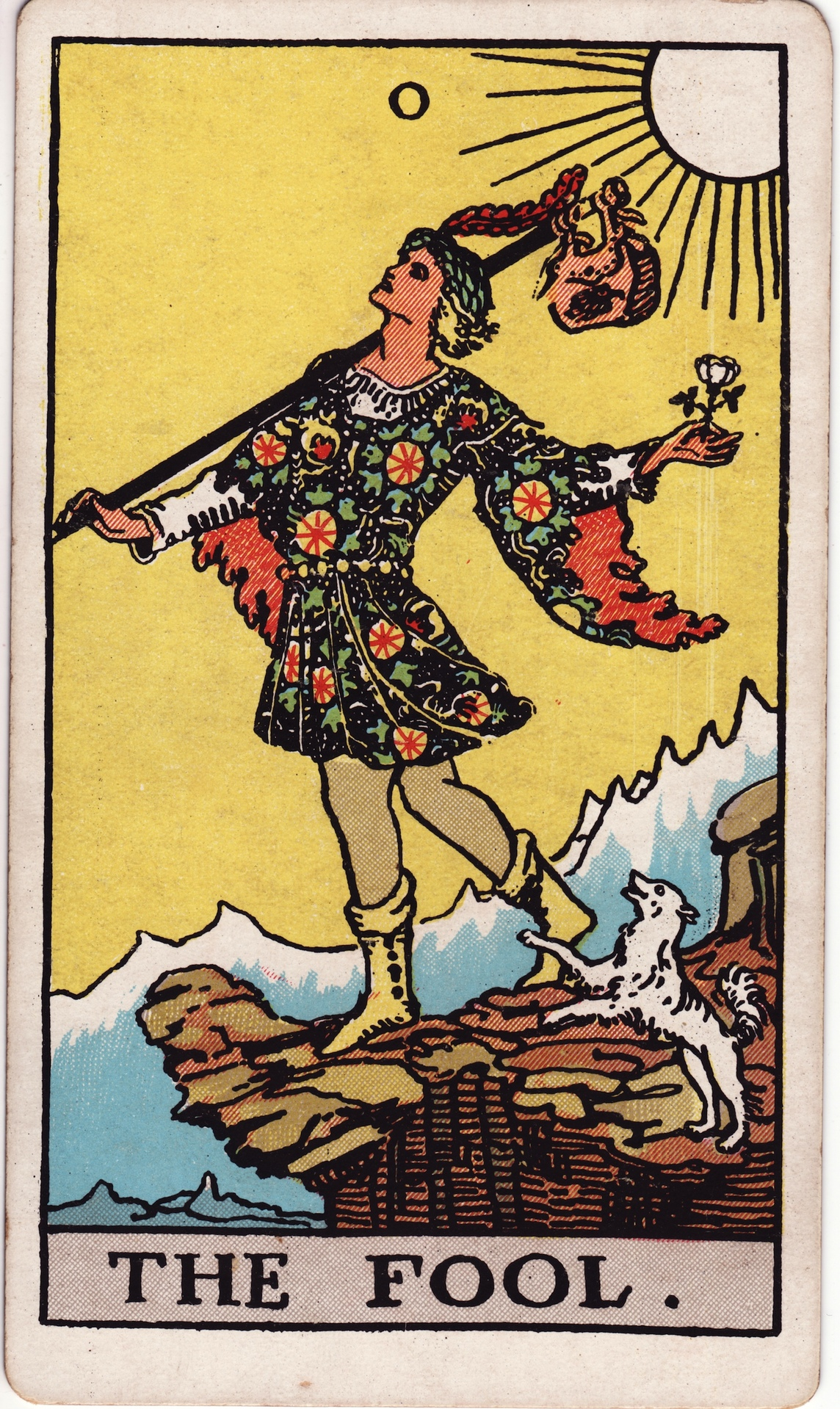
The Fool in de tarot van Waite

### Tarot vanWaite
De Nar heeft nummer 0. In de reis door de 22 kaarten van de Grote Arcana staat hij aan het begin, onschuldig als een kind, naïef en met een grenzeloos vertrouwen in zijn onderneming. Als de nar opduikt in een kaartlegging kan dit (volgens de regels van de tarot) een indicatie zijn dat de vrager voor wie de kaarten gelegd worden over dezelfde kwaliteiten beschikt als de nar, of misschien wat te naïef aan een grote onderneming begint. De iconografie van de kaart in de meeste tarotspellen beeldt een dwaas of een nar uit, die ons herinnert aan de nar die in de middeleeuwen ongestraft zijn zegje mocht doen. De nar als archetype is een jonge, optimistische persoon die liever op zijn instincten vertrouwt dan op zijn redelijk verstand. Aan het begin van de reis is de nar als een kind, maar naarmate de reis hem verder brengt in zijn persoonlijke ontwikkeling, zal hij groeien en een wijs persoon worden.
- beschrijving van Waite: Met lichte stap, alsof de aarde en haar beperkingen slechts geringe macht over hem hebben, houdt een jongeman in prachtige kleren halt aan de rand van een afgrond. Hij bewondert eerder het vergezicht voor hem, dat lijkt alsof het een uitbreiding is van het blauwe uitspansel, dan de diepten beneden zich. Het lijkt alsof hij nog beweegt, ook al is hij tot stilstand gekomen en zijn hond springt tegen hem op. De afgrond schrikt hem niet af, alsof hij erop vertrouwt dat engelen hem zullen opvangen indien hij van de rand af zou springen. Hij maakt een intelligente en verwachtingsvolle indruk. In de ene hand houdt hij een roos en in de andere een kostbare staf die hij over zijn rechterschouder legt.. Daaraan hangt een vreemd geborduurde tas. Hij is een prins van de andere wereld, op zijn reizen één-allen in het midden van de ochtendglorie. De zon die achter hem schijnt, weet waar hij vandaan komt, waar hij naartoe gaat en langs welk pad hij na lange tijd zal terugkeren. Hij is de geest die op zoek is naar ervaring. Vele symbolen van de rituele Mysteriën zijn opgesomd in deze kaart die alle verwarring die haar is voorafgegaan gewaarborgd omkeert.[2]
- symboliek: de witte roos staat voor onschuld. De hond is symbool voor het instinct dat hem beschermt bij gevaar. De afgrond dreigt, maar de nar heeft vertrouwen